# Ismael Cruz Córdova
Ismael Enrique Cruz Córdova (Aguas Buenas, 7 aprile 1987) è un attore portoricano.

## Biografia
Ismael Cruz Córdova è nato il 7 aprile 1987 a Aguas Buenas, in Porto Rico. Ha iniziato a recitare nel 2003, nel film Bala perdida. Nel 2011, ha interpretato Jimmy Patrick in 5 episodi della serie TV The Good Wife. Nel 2014, ha recitato nel film di John Stockwell In the Blood. Dal 2013 al 2015, ha interpretato Mando nella serie Sesamo apriti. Nel 2016, ha impersonato Jose De La Cruz, nel film Nell'ombra di un delitto. Nello stesso anno, ha recitato in alcuni episodi della quarta stagione di Ray Donovan. Dal 2018 al 2019, ha interpretato Rafael in Berlin Station. Nel 2019, è apparso in un episodio della serie The Mandalorian. Dal 2022, interpreta l'elfo Arondir nella serie di Prime Video Il Signore degli Anelli - Gli Anelli del Potere. 

## Filmografia

### Cinema
- Bala perdida, regia di Raúl Marchand Sánchez (2003)
- White Alligator, regia di Raquel Almazan (2012)
- In the Blood, regia di John Stockwell (2014)
- Nell'ombra di un delitto (Exposed), regia di Gee Malik Linton (2016)
- The Pastor, regia di Deborah Goodwin (2016)
- Billy Lynn - Un giorno da eroe (Billy Lynn's Long Halftime Walk), regia di Ang Lee (2016)
- Maria regina di Scozia (Mary Queen of Scots), regia di Josie Rourke (2018)
- Miss Bala - Sola contro tutti (Miss Bala), regia di Catherine Hardwicke (2019)
- Settlers - Colonia marziana (Settlers), regia di Wyatt Rockefeller (2021)
- Finestkind, regia di Brian Helgeland (2023)
- Il blindato dell'amore (The Pickup), regia di Tim Story (2025)

### Televisione
- El cuerpo del delito, regia di Raúl Marchand Sánchez - film TV (2005)
- The Good Wife - serie TV, 5 episodi (2011)
- Little Children, Big Challenges - serie TV, 2 episodi (2012-2013)
- Good Morning America - serie TV (2013)
- Sesamo apriti (Sesame Street) - serie TV, 7 episodi (2013-2015)
- Citizen - serie TV, episodio 1x01 (2016)
- Ray Donovan - serie TV, 10 episodi (2016)
- Divorce - serie TV, episodio 1x04 (2016)
- The Catch - serie TV, 3 episodi (2017)
- Berlin Station - serie TV, 10 episodi (2018-2019)
- The Mandalorian - serie TV, episodio 1x06 (2019)
- The Undoing - Le verità non dette (The Undoing) - miniserie TV, 5 episodi (2020)
- Cabinet of Curiosities - serie TV, episodio 1x06 (2022)
- Il Signore degli Anelli - Gli Anelli del Potere (The Lord of the Rings: The Rings of Power) - serie TV (2022-in corso)
- La Testa di Joaquín Murrieta (La Cabeza de Joaquín Murrieta) - serie TV, episodio 1x05 (2023)

## Riconoscimenti
- Critics' Choice Awards
  - 2023 - Candidatura al miglior attore non protagonista in una serie drammatica per Il Signore degli Anelli - Gli Anelli del Potere[14]

## Doppiatori italiani
Nelle versioni in italiano delle opere in cui ha recitato, Ismael Cruz Córdova è stato doppiato da:
- Jacopo Venturiero in The Undoing - Le verità non dette, Guillermo Del Toro's Cabinet of Curiosities, Il Signore degli Anelli - Gli Anelli del Potere, Finestkind
- Giuseppe Ippoliti in The Good Wife
- Paolo Vivio in In the Blood
- Andrea Mete in Ray Donovan
- Alessandro Germano in Billy Lynn - Un giorno da eroe
- Alessio Nissolino in The Catch
- Riccardo Scarafoni in Maria regina di Scozia
- Emiliano Coltorti in Miss Bala - Sola contro tutti
- Fabio Boccanera in The Mandalorian
- Gianluca Crisafi in Settlers - Colonia marziana
- Fabrizio De Flaviis ne Il blindato dell'amore